# Gelis acarorum
Gelis acarorum är en stekelart som först beskrevs av Carl von Linné 1758.  Gelis acarorum ingår i släktet Gelis och familjen brokparasitsteklar. Arten är reproducerande i Sverige. Inga underarter finns listade i Catalogue of Life.